# Suicide
Suicide var en amerikansk musikduo, bildad i februari 1972 i New York av Alan Vega och Martin Rev. De räknas som pionjärer inom minimalistisk elektronisk musik och var bland de första att använda uttrycket "punk" på en av sina posters 1970. Trots att de aldrig var en storsäljande musikgrupp eller särskilt omtyckta av den större publiken så har de blivit erkända som en av de mest inflytelserika akterna av sin tid. Bruce Springsteen har till exempel spelat in en egen version av låten Dream Baby Dream.

## Biografi
Alan Vega och Martin Rev träffades och bildade band 1970 efter att Revs jazzband splittrats. På gitarr tog de in Paul Liebgott som hoppade av redan året därpå. Första gången de uppträdde under namnet Suicide var i februari 1972 på konstgallerier i New York och då mer som performance art. Det var först i mitten på 70-talet som de började skriva låtar och uppträda i rocksammanhang. 1976 medverkade de på en samlingsskiva utgiven av klubben Max's Kansas City.
Året därpå, 1977, släpptes Suicides självbetitlade debutalbum med låtar som Ghost Rider, Rocket U.S.A. och Johnny. Skivan gjorde så de fick turnera i Europa, där de också fick sin största publik. 1978 åkte de som förband på Elvis Costellos Blood-78-turné.
Under 80-talet gjorde Suicide bara ett fåtal spelningar då de var upptagna med sina egna soloprojekt. Men 1988 släppte de skivan A Way of Life. De drabbades sedan av en finansiell kris och höll låg profil igen tills nästa skivsläpp 1992. 1998 återutgavs deras debutalbum där de då gjorde fyra speciellt utvalda och utsålda konserter samt stora festivalspelningar som till exempel Sonar i Barcelona.
När de 2002 gav ut skivan American Supreme, började de åter turnera regelbundet och besökte 2003 Roskildefestivalen. 2015 fick de ställa in den sista delen av sin turné då Alan Vegas hälsa var dålig och som följd avled året därpå den 16 juli 2016.
Suicide var ursprungligen inspirerade av amerikanska konceptkonstnärer, kompositörer som Steve Reich och grupper som Silver Apples och The Velvet Underground. Deras sound är rått och opolerat och deras texter är ofta nihilistiska och provocerande. De var oftast repetitiva och något krautiga och höll sig till parollen "maximalt uttryck med minimala medel". Det har utkommit en rad hyllningsalbum till Suicide.

## Medlemmar
- Alan Vega, eg. Boruch Alan Bermowitz, född 23 juni 1938 i Brooklyn, död 16 juli 2016 i New York - sång
- Martin Rev, eg. 'Martin Reverby, född 18 december 1947 i Brooklyn - keyboard

## Diskografi

### Studioalbum
- Suicide (1977)
- Alan Vega - Martin Rev (1980)
- A Way of Life (1988)
- Why Be Blue (1992)
- American Supreme (2002)

### Livealbum
- Half Alive (1981)
- Ghost Riders (1986)
- Zero Hour (1997)
- Attempted: Live at Max's Kansas City 1980 (2004)
- Live 1977-1978 (CD box) (2008)

### EP
- 23 Minutes Over Brussels (1978)
- 22/1/98 – Reinventing America (1998)

### Singlar
- Cheree/I Remember (1978)
- Dream Baby Dream/Radiation (1979)